# 4290 Heisei
4290 Heisei è un asteroide della fascia principale. Scoperto nel 1989, presenta un'orbita caratterizzata da un semiasse maggiore pari a 3,0238398 UA e da un'eccentricità di 0,0978161, inclinata di 8,49647° rispetto all'eclittica.